# Get Sleazy Tour
Get Sleazy Tour (stiliserat som Get $leazy Tour) är den första konsertturnén av den amerikanska sångerskan Kesha. Turnén stödjer EP-skivan Cannibal och är planerad att besöka Nordamerika, Oceanien och Europa. Turnén beskrevs av Kesha som ett "löjligt kul dansparty." Den startade den 15 februari 2011 i Portland, Oregon och är slutade den 20 september 2011 i Phoenix, Arizona.

## Bakgrund
Turnén kungjordes den 9 november 2010 via ett uttalande på Keshas officiella webbplats. Turnén är hennes första sedan hon var förband på Rihannas turné Last Girl on Earth, och sin egen promoturné i Europa under hösten 2010, som stödde debutalbumet Animal. I en intervju med Billboard förklarade Kesha att Get Sleazy är ett "löjligt kul dansparty som bygger på de energiska uppsättningar hon gjorde när hon öppnade för Rihanna förra sommaren." Hon sade:

"Visuellt kommer det bara att misshandla, och ljudmässigt kommer det att bli misshandlade. Det kommer bara att bli ett angrepp mot alla dina sinnen, men det kommer att bli riktigt, riktigt, riktigt roligt [...] Jag vill att folk ska känna att de har kommit till mitt "house party", och att de kan vara sin råaste och intuitivaste version av sig själv utan att dömas. Jag vill att min show ska vara en plats där man kan komma och klä sig som en galning och ha på sig mentalt smink, och det är helt coolt."

## Utveckling
Låtlistan bestod mest av låtar från Keshas debutalbum Animal och EP-skivan Cannibal. Bortsett från dessa låtar gjorde Kesha även en cover av Beastie Boys låt "(You Gotta) Fight for Your Right (To Party!)" för att ge showen ett mer "rock'n'rolligt" sound. I en intervju med Spin förklarade Kesha varför hon valde att göra en cover på den låten; "Jag har varit på en Iggy Pop-kick - han är bara så inspirerande att titta på som artist, [...] Jag försöker göra något liknande, minus heroinet och knivhugga mig själv." Enligt Kesha är turnéns tema att "ge planeten ett episkt dansparty [...] Det är min mentalitet med denna turné — festa så hårt vi kan och göra det så smittsamt som möjligt. Det är olikt allt annat som någon annan inom popmusiken gör." Turnén besökte teatrar och salonger, som omvandlades och presenterades som "källar-rave-ups." Inspirationen kom från hennes uppväxt i Tennessee där hon närvarade på fester. För att åstadkomma denna look anlitade Kesha designerna som är ansvariga för Daft Punks ljusshower. Kesha beskrev detta som en kombination av Mad Max och "intergalaktiska rymdskepp."

## Förband
- Beardo (Nordamerika)[6]

## Låtlista
1. "Sleazy"
2. "Take It Off"
3. "(Fuck Him) He's a DJ"
4. "Dirty Picture"
5. "Blow"
6. "Blah Blah Blah"
7. "Party at a Rich Dude's House"
8. "Backstabber"
9. "Cannibal"
10. "The Harold Song"
11. "C U Next Tuesday"
12. "Animal"
13. "Dinosaur"
14. "Grow a Pear"
15. "Your Love Is My Drug"
16. "Tik Tok"
17. "We R Who We R"
18. "(You Gotta) Fight for Your Right (To Party!)"

Källa: 

## Turnédatum
| Nordamerika      |                |            |                               |
| 15 februari 2011 | Portland       | USA        | Crystal Ballroom              |
| 16 februari 2011 | Seattle        | USA        | The Showbox SODO              |
| 18 februari 2011 | Salt Lake City | USA        | The Great Saltair             |
| 19 februari 2011 | Denver         | USA        | Fillmore Auditorium           |
| 20 februari 2011 | Kansas City    | USA        | Uptown Theatre                |
| 22 februari 2011 | St. Louis      | USA        | The Pageant                   |
| 24 februari 2011 | Chicago        | USA        | House of Blues                |
| 25 februari 2011 | Mount Pleasant | USA        | McGuirk Arena                 |
| 26 februari 2011 | Detroit        | USA        | The Fillmore Detroit          |
| Oceanien         |                |            |                               |
| 3 mars 2011      | Brisbane       | Australien | The Riverstage                |
| 5 mars 2011[A]   | Brisbane       | Australien | Doomben Racecourse            |
| 6 mars 2011[A]   | Joondalup      | Australien | Arena Joondalup               |
| 7 mars 2011      | Perth          | Australien | Challenge Stadium             |
| 9 mars 2011      | Melbourne      | Australien | Festival Hall                 |
| 10 mars 2011     | Sydney         | Australien | Hordern Pavilion              |
| 12 mars 2011[A]  | Sydney         | Australien | Randwick Racecourse           |
| 13 mars 2011[A]  | Melbourne      | Australien | Flemington Racecourse         |
| 14 mars 2011[A]  | Adelaide       | Australien | Rymill Park                   |
| 16 mars 2011     | Adelaide       | Australien | Adelaide Entertainment Centre |
| Nordamerika      |                |            |                               |
| 5 april 2011     | Fairborn       | USA        | Nutter Center                 |
| 6 april 2011     | Toronto        | Kanada     | Kool Haus                     |
| 12 april 2011    | Boston         | USA        | House of Blues                |
| 13 april 2011    | New York       | USA        | Roseland Ballroom             |
| 15 april 2011    | Williamsport   | USA        | LC Recreation Center          |
| 16 april 2011    | Clarion        | USA        | Tippin Gym                    |
| 19 april 2011    | Charlotte      | USA        | The Fillmore Charlotte        |
| 20 april 2011    | Atlanta        | USA        | The Tabernacle                |
| 22 april 2011    | Orlando        | USA        | House of Blues                |
| 23 april 2011    | Orlando        | USA        | House of Blues                |
| 25 april 2011    | Tulsa          | USA        | Brady Theater                 |
| 26 april 2011    | Dallas         | USA        | House of Blues                |
| 29 april 2011    | Houston        | USA        | Verizon Wireless Theater      |
| 3 maj 2011       | Reno           | USA        | Grand Sierra Resort           |
| 4 maj 2011       | San Francisco  | USA        | Warfield Theatre              |
| 6 maj 2011       | Los Angeles    | USA        | The Wiltern                   |
| 7 maj 2011       | Las Vegas      | USA        | Chateau Nightclub             |

Festivaler
A  Dessa konserter är en del i "Future Music Festival".

### Fotnoter
1. ↑  ”Get Sleazy Tour” (på engelska). Keshaparty.com. Sony Music Entertainment, Inc. 8 november 2010. Arkiverad från originalet den 8 april 2011. https://www.webcitation.org/5xngrwk07?url=http://www.keshasparty.com/us/news/get-leazy-tour. Läst 26 februari 2011.
2. ↑  ”Rihanna Announces Last Girl On Earth Tour With Kesha, Nicki Minaj” (på engelska). MTV News. MTV Networks. 5 april 2010. Arkiverad från originalet den 3 december 2010. https://web.archive.org/web/20101203185131/http://www.mtv.com/news/articles/1635473/20100405/minaj__nicki.jhtml. Läst 9 november 2010.
3. ↑  ”Kesha brings 'Animal" to Europe for her first ever European headlining tour” (på engelska). Keshaparty.com. Sony Music Entertainment, Inc. 8 november 2010. Arkiverad från originalet den 4 oktober 2010. https://web.archive.org/web/20101004003941/http://www.keshasparty.com/us/news/keha-brings-animal-europe-her-first-ever-european-headlining-tour. Läst 26 februari 2011.
4. ↑  Graff, Gary (19 januari 2011). ”Ke$ha Will Cover Beastie Boys, 'Assault All Your Senses' on 'Get $leazy' Tour” (på engelska). Billboard. Prometheus Global Media. http://www.billboard.com/#/events/ke-ha-will-cover-beastie-boys-assault-all-1004139404.story. Läst 26 februari 2011.
5. ↑  O'Donnell, Kevin (11 februari 2011). ”Ke$ha Talks U.$. Tour: "It's an Epic Dance Party"” (på engelska). Spin Magazine. Spin Media. http://www.spin.com/articles/keha-talks-u-tour-its-epic-dance-party. Läst 26 februari 2011.
6. ↑  Davies, Bree (20 februari 2011). ”Ke$ha at Fillmore Auditorium, 2/19/11” (på 26 februari 2011). Denver Westword. Arkiverad från originalet den 16 juli 2012. https://www.webcitation.org/69BwVNK7c?url=http://blogs.westword.com/backbeat/2011/02/last_night_keha_at_the_fillmor.php. Läst 26 februari 2011.
7. ↑  Finn, Timothy (21 februari 2011). ”Ke$ha: 90 minutes of excess at the Midland” (på engelska). The Kansas City Star. Arkiverad från originalet den 16 juli 2012. https://www.webcitation.org/69BwZbjeF?url=http://www.kansascity.com/2011/02/21/2670675/kesha-90-minutes-of-excess-at.html. Läst 26 februari 2011.
8. ↑  ”Kesha 'Get Sleazy' Tour Announced” (på engelska). AOL Inc. 9 november 2010. Arkiverad från originalet den 16 juli 2012. https://www.webcitation.org/69BwaElMK?url=http://blog.music.aol.com/2010/11/09/kesha-get-sleazy-tour-announced/. Läst 9 november 2010.
9. ↑  ”All Current Tour Date (Page 1)” (på engelska). KeshaParty. Arkiverad från originalet den 22 januari 2011. https://www.webcitation.org/5vw1gXfM6?url=http://www.keshasparty.com/ca/events. Läst 26 februari 2011.
10. ↑  ”Ke$ha announces Australian tour in 2011” (på engelska). Nova FM. dmg Radio Australia. Arkiverad från originalet den 6 juli 2011. https://web.archive.org/web/20110706110658/http://www.novafm.com.au/nova100/article_ke-ha-announces-australian-tour-in-2011_105618. Läst 12 november 2010.
11. ↑  ”Tour Stuff” (på engelska). Keshaparty.com. Sony Music Entertainment, Inc. Arkiverad från originalet den 11 november 2010. https://web.archive.org/web/20101111182502/http://www.keshasparty.com/us/events. Läst 12 november 2010.
12. ↑  ”All Current Tour Date (Page 3)” (på engelska). KeshaParty. Arkiverad från originalet den 22 januari 2011. https://www.webcitation.org/5vw1tPema?url=http://www.keshasparty.com/ca/events?page=2. Läst 26 februari 2011.
13. ↑  Jay Hanna (14 oktober 2010). ”All-star line-up for Future Music Festival” (på engelska). The Sunday Times (Perth Now). News Limited. http://www.perthnow.com.au/entertainment/perth-confidential/all-star-line-up-for-future-music-festival/story-e6frg30l-1225938677916. Läst 12 november 2010.